# Galuska László
Galuska László (Bükkszentkereszt, 1946. szeptember 4. –) belgyógyász, izotópdiagnosztikai szakorvos, egyetemi tanár, az MTA doktora. Szakorvosi és kutatói munkássága mellett nagy szerepet vállalt a kecskeméti megyei Kórház Izotópdiagnosztikai Osztálya és a Debreceni Nukleáris Medicina Központ megalapításában.
Házastársa Márton Hajnalka gyermek-pulmonológus, a Családorvosi Tanszék nyugalmazott klinikai főorvosa. Gyermekei Galuska László Pál irodalomtörténész, drámaíró-dramaturg, főiskolai docens, Galuska Anikó brácsaművész, zenetanár, a Debreceni Szimfonikus Zenekar mélyhegedűse, valamint Galuska Balázs.

## Ifjúkora
Bükkszentkereszten született, előbb ott nevelkedett öccsével, majd felsőbb iskoláit Miskolcon végezte. A Kilián (ma Diósgyőri) Gimnázium tanulójaként több sportot kipróbált: megismerkedett az ejtőernyőzéssel, a vitorlázórepüléssel, rövid ideig cselgáncsozott is.

## Egyetemi tanulmányai
A Szegedi Orvostudományi Egyetemen professzora, Csernay László hatására figyelme már harmadéves korában az izotópdiagnosztika felé fordult. Ez az érdeklődés hallgatóként TDK-dolgozatokban, majd a szakválasztásában is megnyilvánult.
1972-ben a Szegedi Orvostudományi Egyetemen kapott orvosdoktori diplomát. Végzése után az I. sz. Belgyógyászati Klinikára került klinikai gyakornoki munkakörbe.

## SzegedrőlKecskemétre
1978-tól egyetemi tanársegéd. 1977-ben belgyógyászatból, 1980-ban izotópdiagnosztikából szerzett szakképesítést. Még ebben az évben pályázatával elnyerte a Kecskeméti Megyei Kórház izotópdiagnosztikai osztályának vezető főorvosi állását. Az új osztály megszervezése után a nukleáris medicina valamennyi akkori szakágát sikerült rövid időn belül kialakítania, és hatékonyan működtetnie. Az Izotópdiagnosztikai Osztály vezetői feladatait Kecskeméten 1995-ig látta el.

## Adebreceniévek
1996. február 1-től kapott kinevezést a Debreceni Orvostudományi Egyetem Nukleáris Medicina Központjába, mint tudományos főmunkatárs, egyidejűleg a központ vezetői feladatainak ellátására is megbízást kapott. Nagy körültekintéssel szervezte a központ munkáját, kiemelt figyelmet fordítva a Klinikákkal kapcsolatos érdemi együttműködések kialakítására. 
1996. július 1-től egyetemi docens. A Nukleáris Medicina Központ 1998-as,  tanszékké történő átalakításával 1999. július 1-től  tanszékvezetői megbízást kapott. 2001 februárjában habilitált az Általános Orvostudományi Karon. 
2003. július 1-től egyetemi tanárrá nevezték ki. 2006. április 1-től a PET Centrummal bővült a tanszék, és ezzel egyidejűleg Nukleáris Medicina Intézetté alakult át. Galuska László professzor 2011-ig látta el intézetigazgatói feladatait.

## Intézetvezetői és emeritusként végzett tevékenysége
Izotópdiagnosztikai és terápiás betegellátó munkáját a folyamatos fejlesztés mellett lelkiismeretesen és nagy szakmai hozzáértéssel gyakorolta (és máig folytatja). Pályázati műszer-beszerzésekkel a műszerparkot hazánkban akkor egyedül itt található, 4 fejes, agyvizsgálatokra alkalmas SPECT-tel és egy pajzsmirigykamerával sikerült bővítenie. Az így felszerelt diagnosztikai centrum a kelet-magyarországi régió betegeit szolgálja ki korszerű izotópdiagnosztikai vizsgálatokkal. Bevezette a cholecystokinin analógokkal végzett monitorozott epeúti provokációs próbákat, a dinamikus inhalációs tüdőszcintigráfiát, a végtagok és az agy quantitatív keringés vizsgálatait, az emlőtumoros betegek MIBI és „sentinel node” diagnosztikáját. Vezetése alatt megkezdték az onkológiai betegek csontfájdalom csillapító kezelését.

## Tudományos fokozatai
- 1991: Megvédte kandidátusi disszertációját Inhalációs tüdőszcintigráfia különböző radio farmakonokkal és készülésekkel[6] címmel, amely a dinamikus inhalációs tüdőszcintigráfia módszertanával foglalkozott.
- 2014: Elnyerte az MTA doktora címet A 99mTc-DTPA alkalmazása a nukleáris medicinában gyulladások és kapilláris keringészavarok kimutatására című értekezésével.[7]

## Szakorvosi, oktatói és kutatói munkássága
Galuska László egyetemi diplomájának megszerzése után már Szegeden bekapcsolódott az oktatómunkába, gyakorlatok tartásával. Debrecenbe kerülésével a „Radiológiai és nukleáris medicina” tantárgy részeként munkatársaival eredményesen szervezte meg a nukleáris medicina oktatását. Graduális képzés keretében a tanszék, majd az intézet a nukleáris medicina teljes spektrumú magyar és angol nyelvű oktatását jelenleg is végzi, beleértve a PET és multimodalitású leképező technikákat is.
Az oktatómunka színvonalának emelése érdekében munkatársával internetes jegyzetet állított össze. Számos diákköri pályamunka, diplomamunka készült az intézetben. Kuratóriumi elnökként elérte, hogy minden évben díjazzák a legjobb izotópdiagnosztikai témájú TDK előadást. A hallgatók vizsgáztatásában rendszeresen részt vett.
A rezidensrendszer beindulásakor megteremtette a posztgraduális nukleáris medicina képzés alapjait, a szakorvosjelölteknek rendszeresen tartott konzultációt. A diplomások oktatásán kívül a régióban meghatározó szerepet töltött be az asszisztensek graduális és posztgraduális képzésében is. A hazai hivatalos tankönyv több fejezetét ő jegyzi.
A Nukleáris Medicina Intézetben több új diagnosztikai módszert vezetett be a dinamikus inhalációs tüdőszcintigráfia, kézperfúziós, valamint quantitatív agyi-vérátfolyás és az endokrin orbitopathia gyulladásos aktivitásának becslésvizsgálatai területén.
Az intézet külföldi kapcsolata széleskörű. Többször volt tanulmányúton, 1996-ban Uppsalában, 1997-ben Milánóban. Megismerkedett a stockholmi és a koppenhágai PET Centrumokkal is. Tudományos munkája eredményeit országos és nemzetközi konferenciákon megtartott előadások, valamint hazai és nemzetközi folyóiratokban megjelent közleményekben ismerteti. A Magyar Egészségügyi Társaság tagja, majd elnökségi tagjaként éves rendszerességgel tartott előadásokat a határon túli magyar orvostársaságok konferenciáin.
A nukleáris medicina területén 1996-1911 között Hajdú-Bihar és Szabolcs-Szatmár-Bereg megyei (regionális) szakfőorvosi feladatokat látott el.
2016-ban, 70. születésnapját a Magyar Tudományos Akadémia Debreceni területi Bizottsága ünnepi tudományos üléssel tette emlékezetesebbé.

## Tagságai, tisztségei tudományos társaságokban
- Magyar Orvostudományi Nukleáris Társaság, 1978 óta tag, 1980 óta vezetőségi tag.
- 1987- a European Association of Nuclear Medicine tagja
- 1990-2016: az Izotópdiagnosztikai Szakmai Kollégium tagja.
- 1999-2010: a Magyar Orvostudományi Nukleáris Társaság (MONT) alapítvány kuratórium elnöke
- 2001- a Magyar Egészségügyi Társaság felügyelőbizottsági elnöke, elnökségi tagja
- 2003-2016: az országos, majd a kelet-magyarországi PET szakmaközi bizottság elnöke
- 1998- Az Endoscopia és Minimálisan invazív terápia folyóirat szerkesztőbizottsági tagja[10]

## Fontosabb közlemények
Közleményeinek száma (2016 ig.): 140 Összes. IF: 88,9 idézettségük: 620, ebből független: 494. Könyvfejezetek száma: 12. Több hazai (endokrin, kardiológiai) tankönyv részszerzője.
- 2009: Ujhelyi B, Erdei A, Galuska L, Varga J, Szabados L, Balazs E, Bodor M, Cseke B, Karanyi Z, Leovey A, Mezosi E, Burman KD, Berta A, Nagy EV: Retrobulbar 99mTc-diethylenetriamine-pentaacetic-acid uptake may predict the effectiveness of immunosuppressive therapy in Graves' ophthalmopathy, THYROID 19: (4) pp. 375-380.
- 2011: Ujhelyi B, Galuska L, Szabados L, Garai I, Urbancsek H, Szluha K, Berta A, Nagy EV: Retrobulbaris irradiáció endokrin orbitopathiában, MAGYAR BELORVOSI ARCHIVUM 64: (5) pp. 294-299.
- 2012: Szűcs Bernadett, Nagy Edit, Talev Stefan, Garai Ildikó, Galuska László: A 18F-fluoro-dezoxiglükóz pozitronemissziós tomográfia/komputertomográfia szerepe az ismeretlen eredetű láz felderítésében, egy eset kapcsán, ORVOSI HETILAP 153: (6) pp. 227-231.
- 2013: Szabados L, Nagy EV, Ujhelyi B, Urbancsek H, Varga J, Nagy E, Galuska L: The impact of 99mTc-DTPA orbital SPECT in patient selection for external radiation therapy in Graves' ophthalmopathy., NUCLEAR MEDICINE COMMUNICATIONS 34: (2) pp. 108-112.
- 2014:  Galuska L, Garai I, Flaskó T, Horváth Z, Mikecz P, Varga J: A 11C-kolin PET/CTszerepe a prosztatarák kimutatásában.-Új hazai lehetőség, MAGYAR UROLÓGIA XXVI: pp. 11-17.
- 2014: Pokol Evelin, Deim Nikoletta, Veres Imre, Galuska László, Erdei Irén, Dezső Balázs, Péter Zoltán, Remenyik Éva, Emri Gabriella, Juhász István: Sentinel nyirokcsomó-biopszia melanoma malignumban: 10 év tapasztalatának eredményei a DEOEC Bőrgyógyászati Klinikáján = Sentinel lymph node biopsy : result of 10 years' experience at the Department of Dermatology, Medical and Health Science Center, University of Debrecen, BŐRGYÓGYÁSZATI ÉS VENEROLÓGIAI SZEMLE 90: (3) pp. 100-105.
- 2014: Erdei A, Gazdag A, Bodor M, Berta E, Katko M, Ujhelyi B, Steiber Z, Gyory F, Urbancsek H, Barna S, Galuska L, Nagy VE: Uj lehetosegek az endokrin orbitopathia kezeleseben., ORVOSI HETILAP 155: (33) pp. 1295-1300.
- 2015: Garai Ildikó, Farkas Bence, Oszlánszki Attila, Berczi Csaba, Flaskó Tibor, Galuska László: 11C-kolin-PET/CT a prosztatarák diagnosztikájában - a hazai tapasztalatok tükrében, MAGYAR ONKOLÓGIA 59: (1) pp. 25-29.
- 2015: Mate G, Simecek J, Pniok M, Kertesz I, Notni J, Wester HJ, Galuska L, Hermann P: The Influence of the Combination of Carboxylate and Phosphinate Pendant Arms in 1,4,7-Triazacyclononane-Based Chelators on Their 68Ga Labelling Properties., MOLECULES 20: (7) pp. 13112-13126.[12]
- 2017: Galuska L: Nukleáris medicina a betegellátásban –a hibrid leképezés jelentősége, in: Orvostovábbképző Szemle, 2017. 03.[13]

## Kitüntetések, elismerések
- Kiváló Munkáért (1985)
- MONT Hevesy György emlékérem (2007)
- Orvosi Hetilap Markusovszy díj (társszerzőségben) (2008)
- Elischer Gyula emlékérem (Debreceni Egyetem OEC) (2008)
- Magyar Köztársasági Érdemrend Lovagkeresztje (2009)
- Pro Facultate emlékérem és jutalomdíj (2011)